# C. W. Bishop

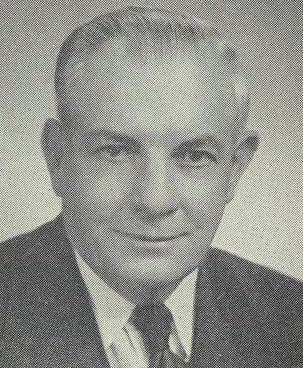
C. W. Bishop (1951)

Cecil William „C. W.“ Bishop (* 29. Juni 1890 bei West Vienna, Illinois; † 21. September 1971 in Marion, Illinois) war ein US-amerikanischer Politiker. Zwischen 1941 und 1955 vertrat er den Bundesstaat Illinois im US-Repräsentantenhaus.

## Werdegang
C. W. Bishop besuchte die öffentlichen Schulen seiner Heimat und die Union Academy in Anna. Er absolvierte eine Lehre als Schneider. Außerdem war er unter anderem im Kohlebergbau tätig. Bishop wurde dann ein professioneller Football- und Baseballspieler und Manager. Von 1910 bis 1922 arbeitete er im Schneider- und Kleiderreinigungsgewerbe. Außerdem war er in den Jahren 1915 bis 1918 als City Clerk bei der Stadtverwaltung von Carterville angestellt. Von 1923 bis 1933 fungierte er als Posthalter in dieser Stadt. Politisch wurde er Mitglied der Republikanischen Partei.
Bei den Kongresswahlen des Jahres 1940 wurde Bishop im 25. Wahlbezirk von Illinois in das US-Repräsentantenhaus in Washington, D.C. gewählt, wo er am 3. Januar 1941 die Nachfolge des Demokraten Kent E. Keller antrat. Nach sechs Wiederwahlen konnte er bis zum 3. Januar 1955 sieben Legislaturperioden im Kongress absolvieren. Zwischen 1949 und 1953 vertrat er den 26. und danach wieder den 25. Distrikt seines Staates. In seine Zeit im Kongress fielen das Ende des Zweiten Weltkrieges, der Beginn des Kalten Krieges, der Koreakrieg und innenpolitisch der Auftakt der Bürgerrechtsbewegung. Seit 1953 war Bishop Vorsitzender des Sonderausschusses zur Untersuchung von Wahlkampfausgaben. Im Jahr 1954 wurde er nicht wiedergewählt.
Zwischen 1955 und 1957 arbeitete Bishop als Verbindungsangestellter zum Kongress (Liaison Assistant) für das Postministerium. In den Jahren 1957 und 1958 leitete er die staatliche Behörde für Industrieplanung und Entwicklung in Illinois. Anschließend war er bis 1960 für das Arbeitsministerium seines Staates tätig; danach zog er sich in den Ruhestand zurück. C. W. Bishop starb am 21. September 1971 in Marion.